# Gare de Malaunay - Le Houlme
La gare de Malaunay - Le Houlme est une gare ferroviaire française des lignes de Paris-Saint-Lazare au Havre et de Malaunay - Le Houlme à Dieppe, située sur le territoire de la commune du Houlme, à proximité de Malaunay, dans le département de la Seine-Maritime, en région Normandie.
Elle est mise en service en 1847 par la Compagnie du chemin de fer de Rouen au Havre, avant de devenir une gare de la Compagnie des chemins de fer de l'Ouest, puis de l'Administration des chemins de fer de l'État.
C'est une gare de la Société nationale des chemins de fer français (SNCF) du réseau TER Normandie desservie par des trains express régionaux.

## Situation ferroviaire
Établie à 58 mètres d'altitude, la gare de bifurcation de Malaunay - Le Houlme est située au point kilométrique (PK) 148,875 de la ligne de Paris-Saint-Lazare au Havre, entre les gares de Maromme et de Barentin.
Elle est également, au PK 148,875, l'origine de la ligne de Malaunay - Le Houlme à Dieppe, avant la gare de Montville.

## Histoire
La « station de Malaunay », située avant les viaducs de Malaunay, est mise en service le 22 mars 1847 par la Compagnie du chemin de fer de Rouen au Havre, lorsqu'elle ouvre à l'exploitation sa ligne en prolongement de la ligne de Paris à Rouen. C'est l'une des treize stations de la ligne, située entre celles de Barentin et de Maromme.

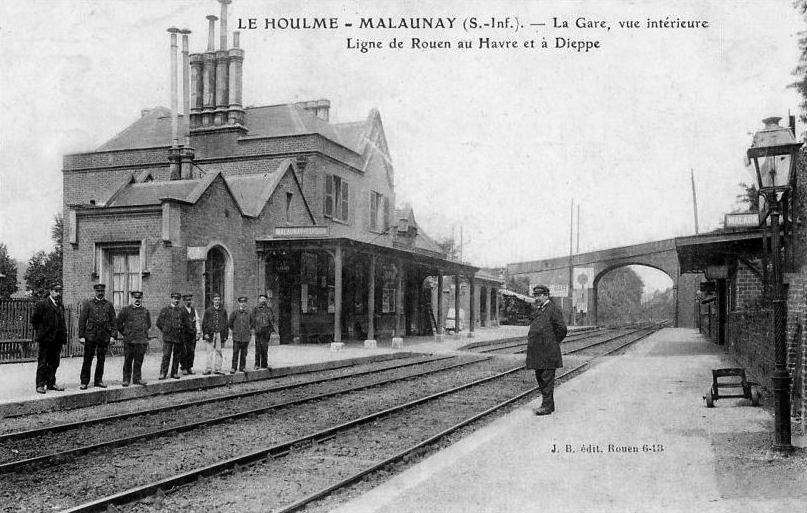
La gare vers 1900.

Elle devient une gare de bifurcation le 1er août 1848 lors de l'ouverture à l'exploitation de la ligne de Malaunay à Dieppe par la Compagnie des chemins de fer de Dieppe et de Fécamp. L'utilisation de la gare est négociée avec les compagnies de Paris à Rouen et de Rouen au Havre qui l'exploitent déjà conjointement.
En 1855, elle intègre, comme la ligne, le réseau de la Compagnie des chemins de fer de l'Ouest, laquelle est issue d'une fusion comprenant notamment les compagnies d'origine de la ligne.
En 1867, le conseil général de la Seine-Inférieure relaie le vœu du conseil d'arrondissement de Rouen pour que le nom du Houlme soit ajouté à celui de Malaunay, puisque la gare est située au centre de la commune du Houlme. Toutefois, en 1908, il utilise encore l'appellation « Malaunay-Embranchement » dans ses documents officiels, tandis qu'en 1929, les autorités de l'État s'en tiennent encore à « Malaunay ». La polémique sur le nom de la gare va contrarier les relations entre les deux communes pendant de nombreuses années avant que la dénomination officielle de « Malaunay - Le Houlme » soit enregistrée par l'administration des chemins de fer.
Afin d'améliorer le débit de la ligne entre la bifurcation de la ligne de Dieppe et Rouen, la création d'un garage actif sur la voie paire est autorisée par un décret du 28 mai 1929, de la sortie de la gare jusqu'à Notre-Dame-de-Bondeville.
Le bâtiment voyageurs est restauré en 2000-2001.
C'est une gare voyageurs d'intérêt local, qui dispose de deux quais (quai A pour la voie 1 et quai B pour la voie 2, chacun d'une longueur utile de 188 m), un abri et une passerelle.
En 2018, selon les estimations de la SNCF, la fréquentation annuelle de la gare est de 80 900 voyageurs (nombre arrondi à la centaine la plus proche).
Le 23 mai 2024, 3 voitures sont retrouvées brûlées sur le parking de la gare.

## Service des voyageurs

### Accueil

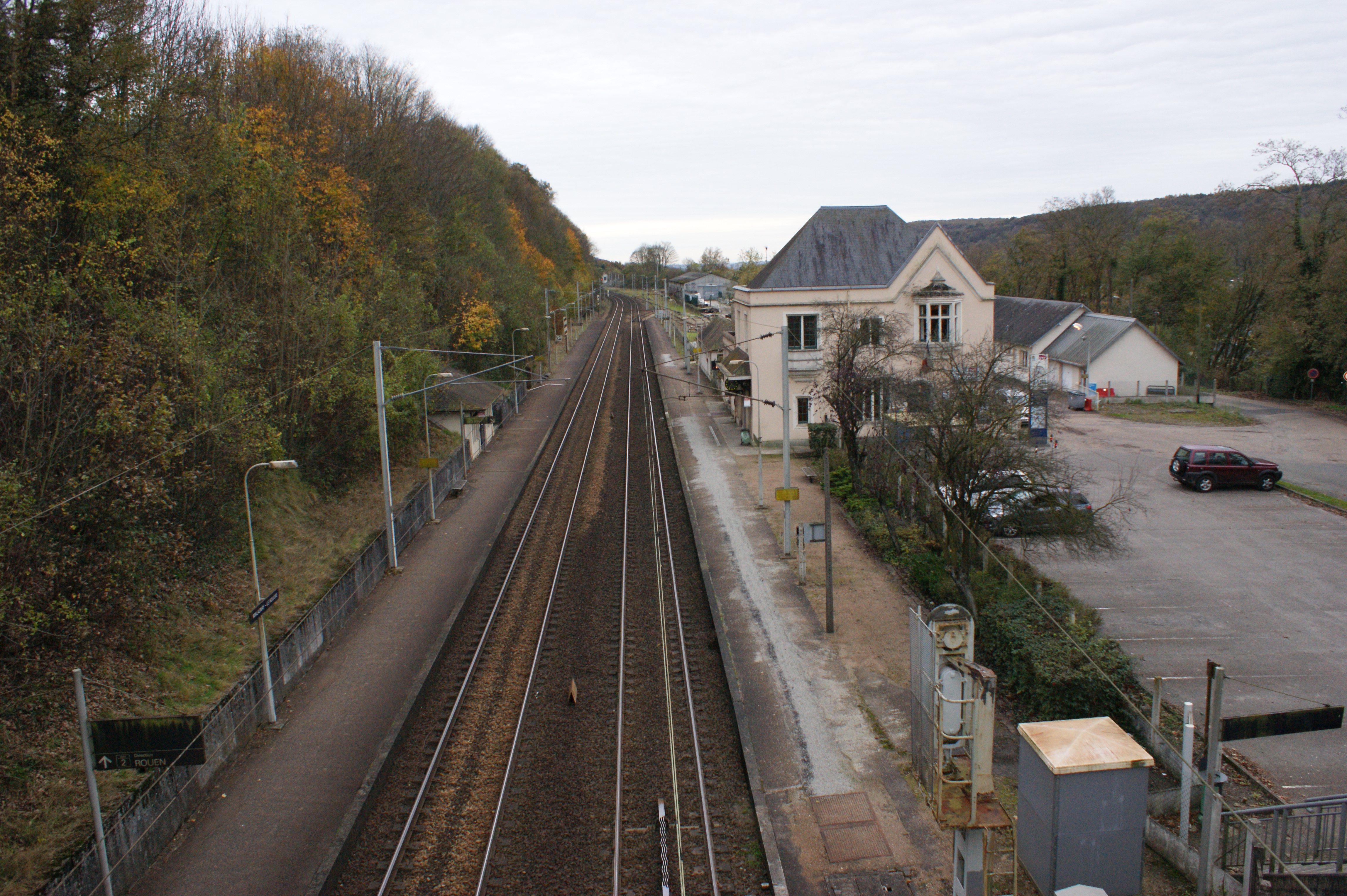
La gare vue de la passerelle, en novembre 2014.

Gare SNCF, elle dispose d'un bâtiment voyageurs, avec guichet, ouvert du lundi au samedi et fermé les dimanches et jours fériés. Elle est équipée d'automates pour l'achat de titres de transport. Elle propose un service, sur réservation, pour les personnes à mobilité réduite.
Une passerelle permet la traversée des voies et l'accès aux quais.

### Desserte
Malaunay - Le Houlme est une gare voyageurs du réseau TER Normandie, desservie par des trains express régionaux assurant les relations : Elbeuf - Saint-Aubin – Rouen – Yvetot – Le Havre, et Rouen – Dieppe.

### Intermodalité
Un parc pour les vélos et un parking pour les véhicules y sont aménagés.
La gare est desservie, à l'arrêt Gare du Houlme, par des bus du réseau Astuce de la ligne 529.

## Patrimoine ferroviaire
Le bâtiment voyageurs en service est celui construit pour l'ouverture de la ligne sur les plans de l'architecte anglais William Tite. Il est de style Tudor, typiquement britannique.

## Galerie de photographies

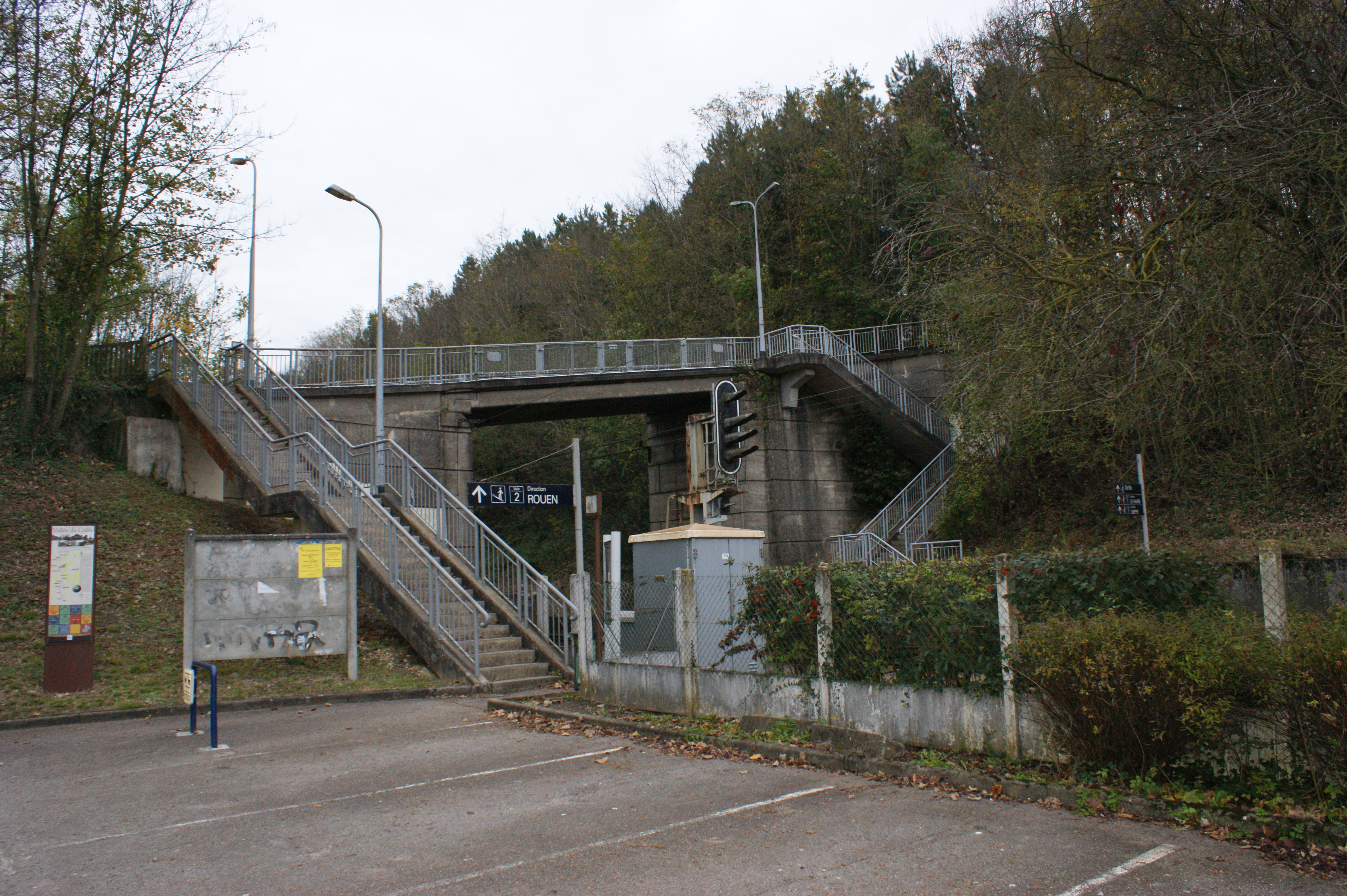
La passerelle.
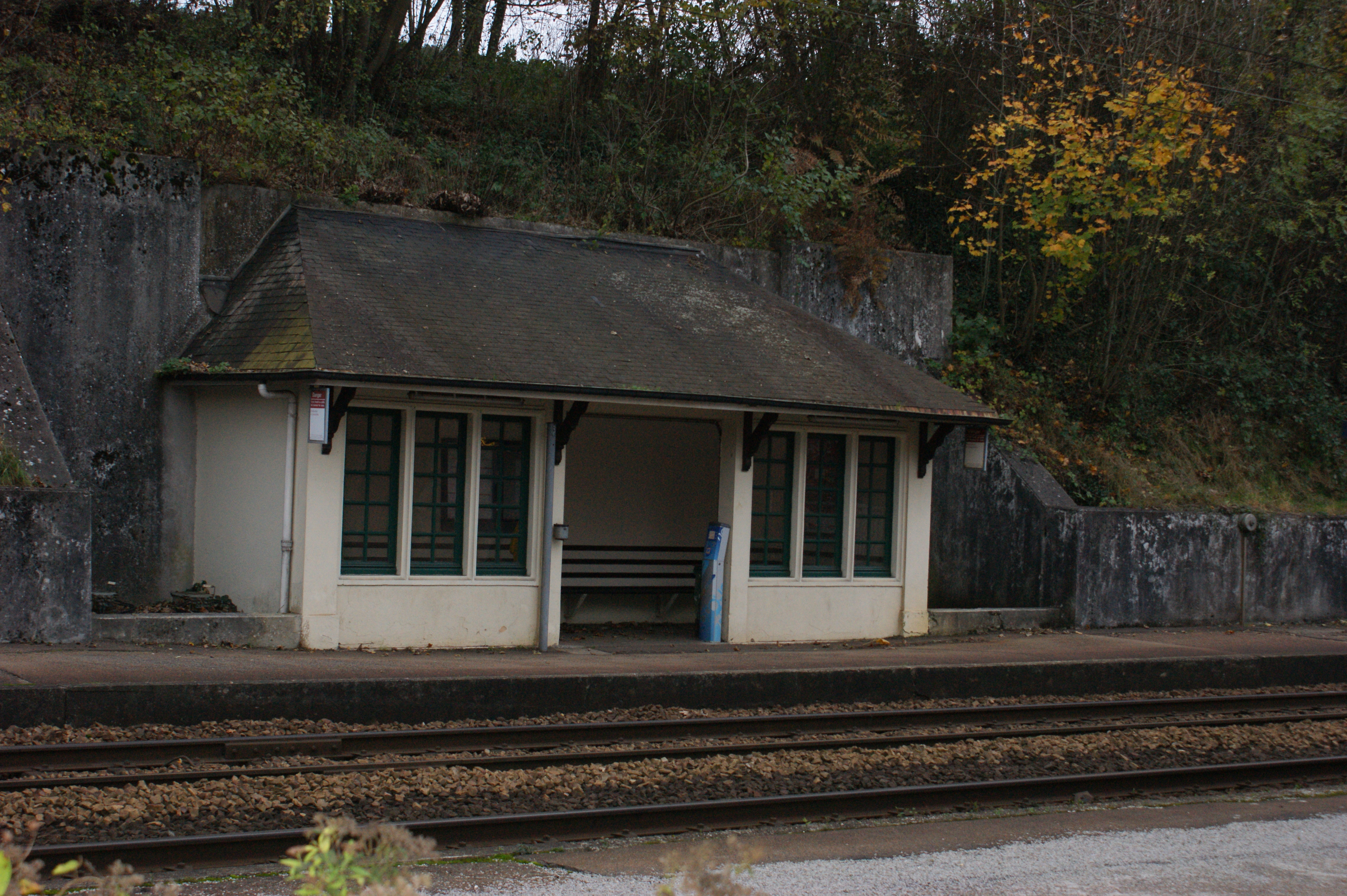
L'abri de quai.
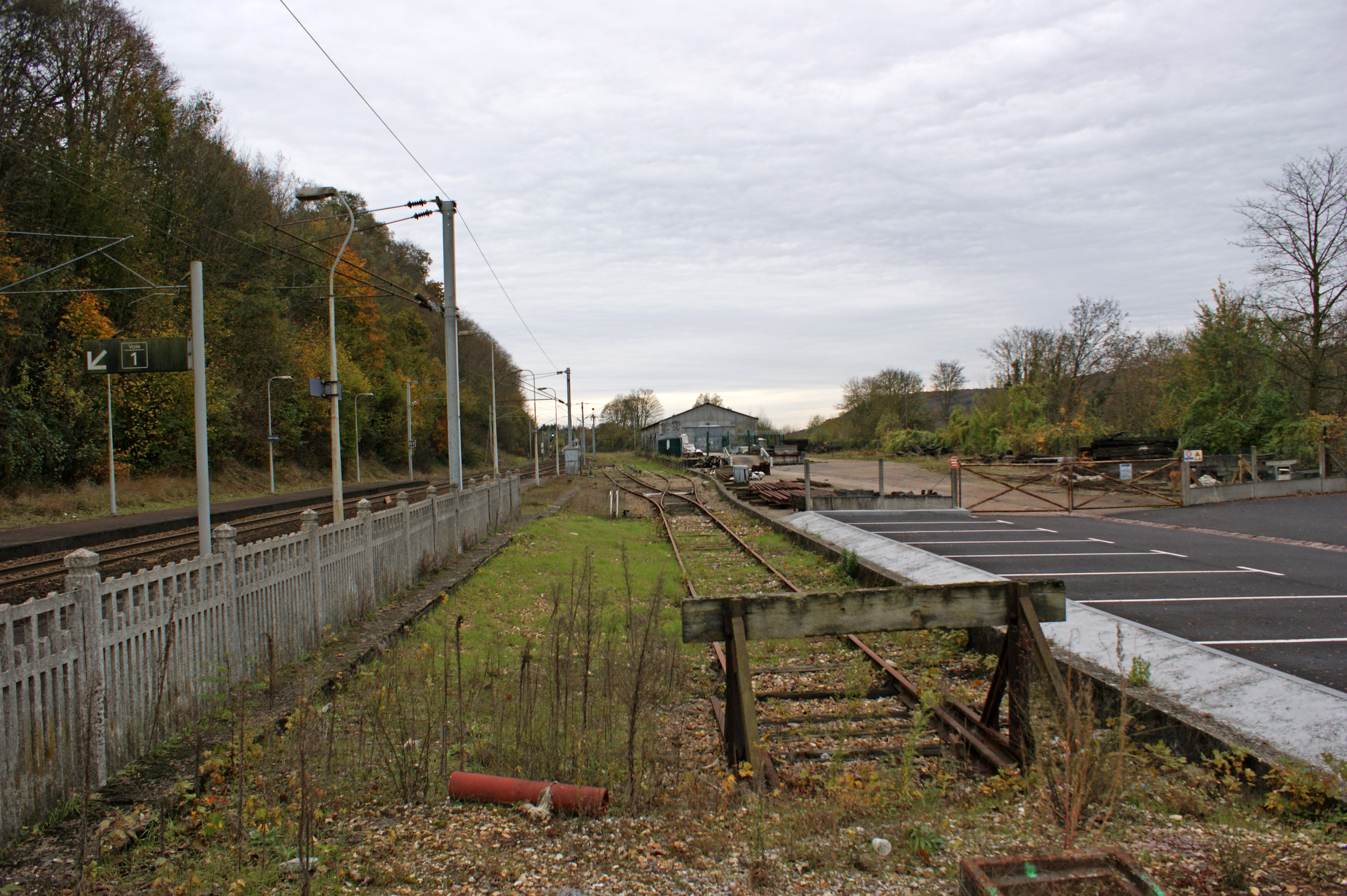
Voie de service.
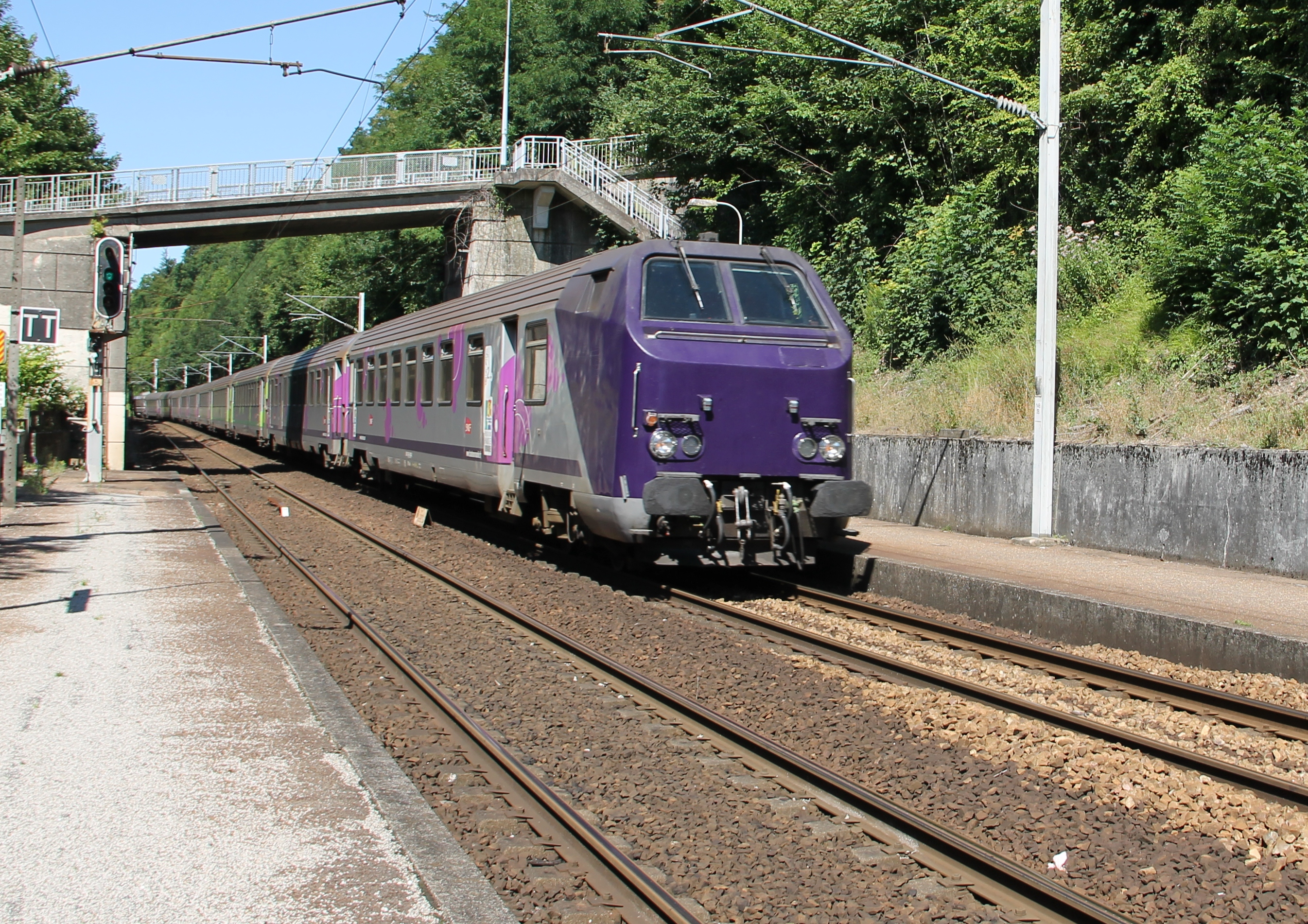
Passage d'un train Corail Intercités Le Havre-Paris en 2015.
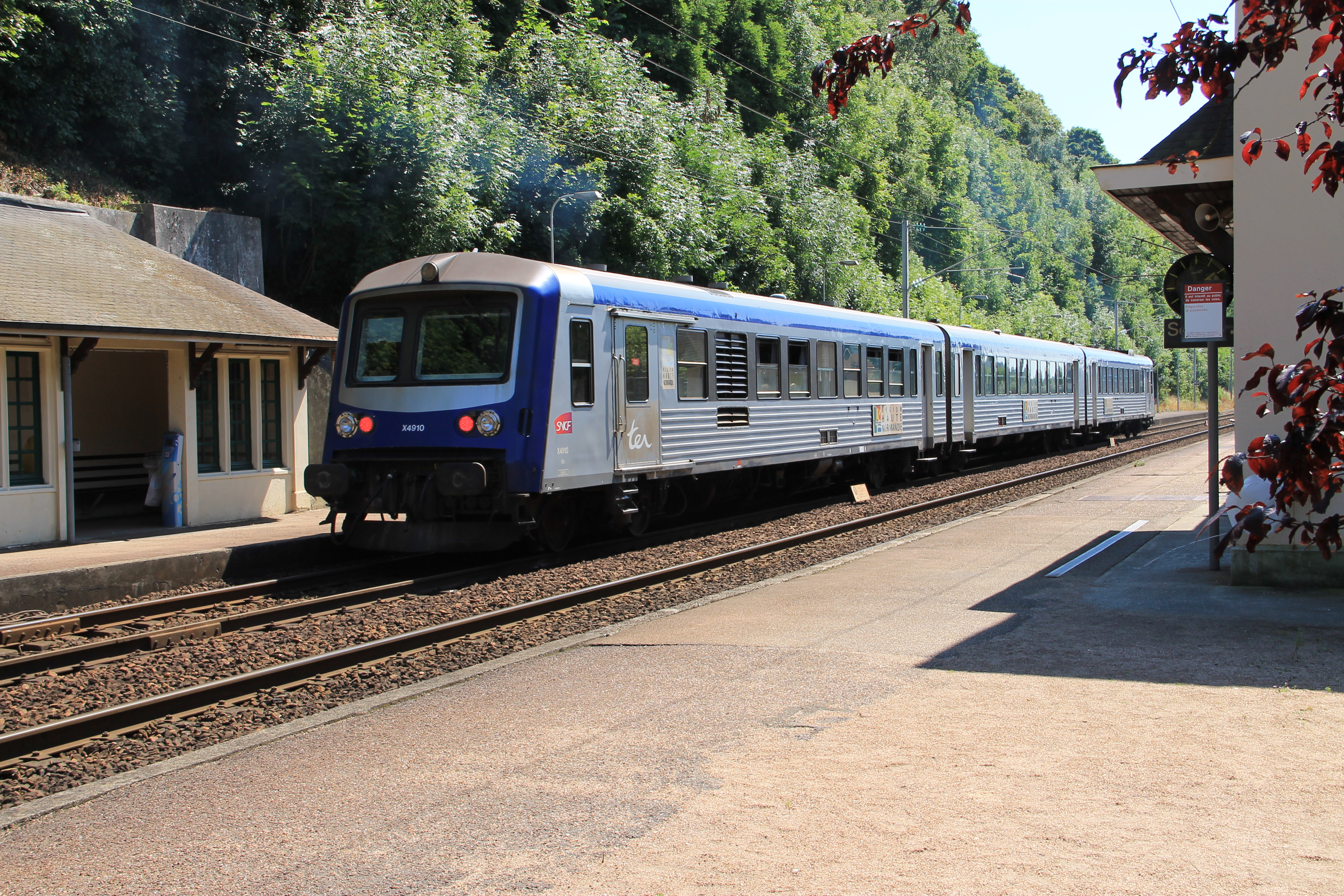
Départ pour Rouen d'un TER venant de Dieppe en 2012.
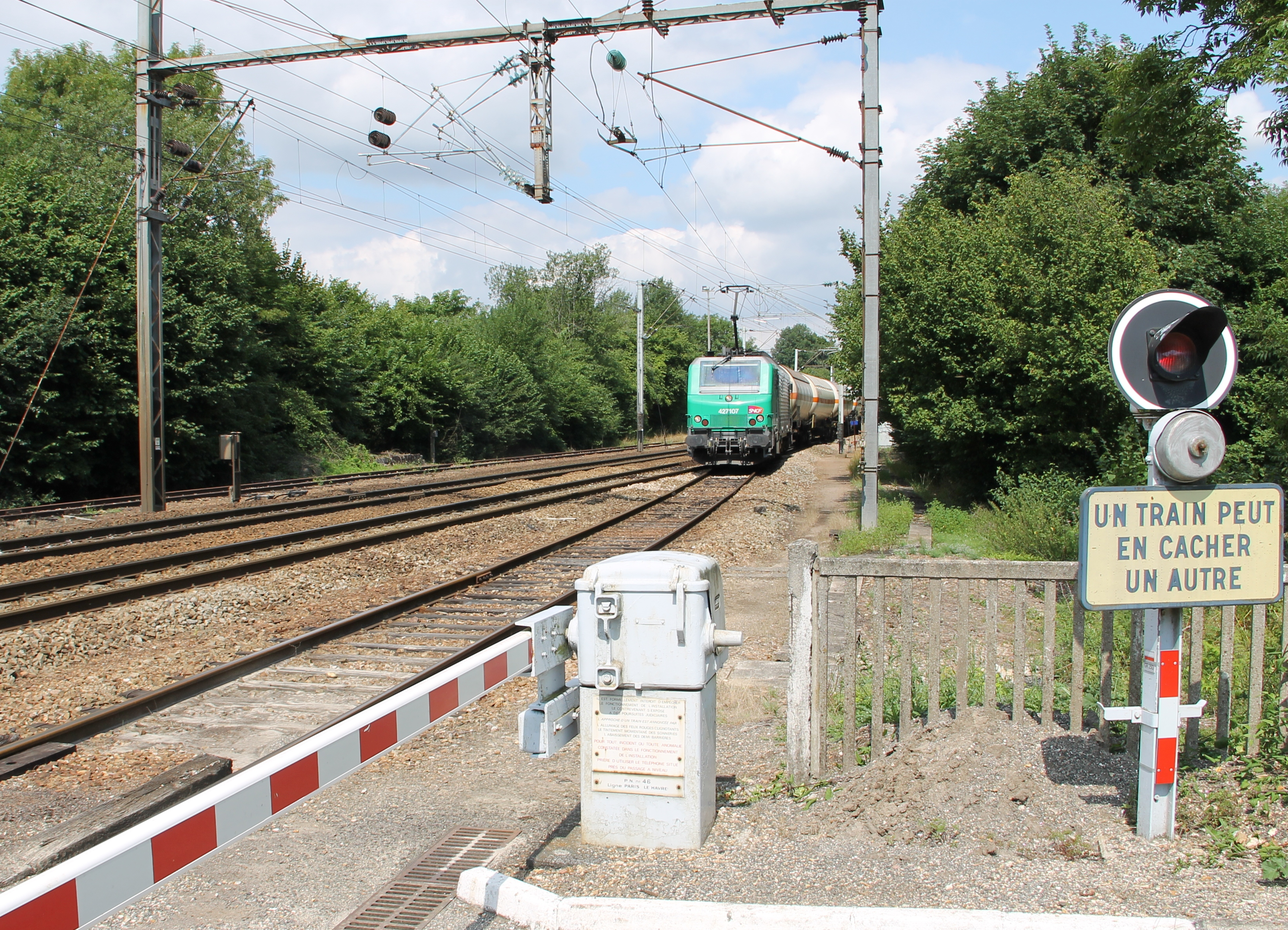
Train de fret s'engageant sur le garage actif pair en 2013.
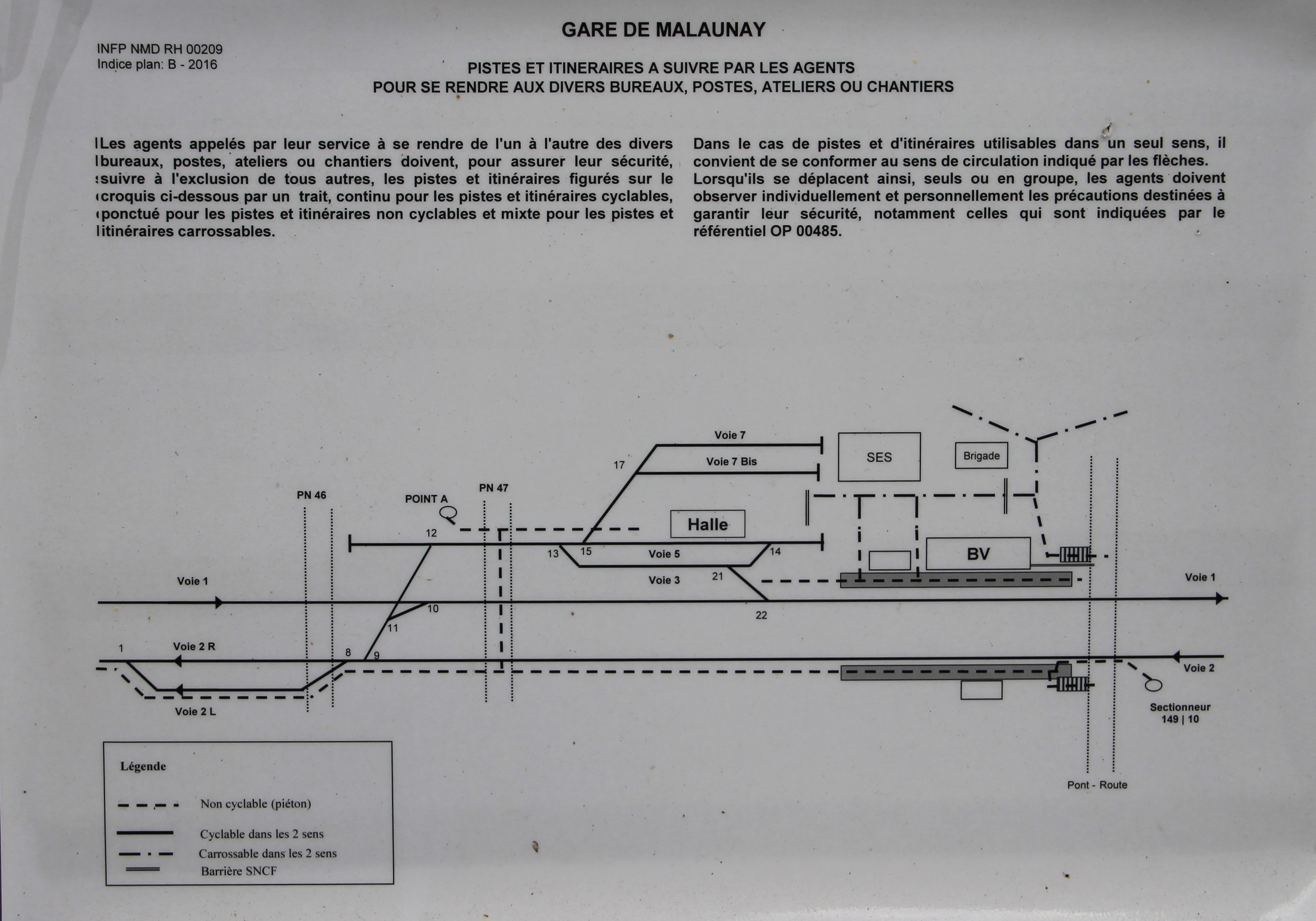
Plan des voies et des emprises de la gare.